# Anatol Käbisch
Anatol Erik Jonas Käbisch (* 21. Juli 1992 in Bad Bodendorf) ist ein deutscher Schauspieler. 

## Leben
Anatol Käbisch wuchs in Bad Bodendorf auf und besuchte in Bonn die freie Waldorfschule. Während seiner Jugend besuchte er die Stuntschule MovieKids bei Köln. Während der Schulzeit sammelte er erste Theatererfahrungen. Nach dem Fachabitur war er ein Jahr lang Teil von TheaterTotal in Bochum. In der Rolle von Osip im Stück Platonov von Anton P. Tschechow machte er eine dreimonatige Tournee durch Deutschland, Österreich und die Schweiz. Anschließend besuchte er für ein Jahr den Studiengang Schauspiel an der Alanus Hochschule in Alfter und begann 2013 ein Schauspielstudium an der Musik und Kunst-Universität Wien. 
Während des Studiums spielte er am Theater der Jugend und am Theater Dortmund. 2015 traf er erstmals auf Claus Peymann, der ihn für Peter Handkes Die Unschuldigen, ich und die Unbekannte am Rand der Landstraße am Burgtheater Wien engagierte. Noch während des Studiums folgte eine Festanstellung unter Claus Peymann am Berliner Ensemble. Dort arbeitete er unter anderem mit Leander Haußmann, Robert Wilson, Philip Tiedemann, Achim Freyer und Manfred Karge. 
Seit der Spielzeit 2017/18 ist er festes Ensemblemitglied am Theater Augsburg unter der Intendanz von André Bücker, bei dem er die Titelrolle Peer Gynt im gleichnamigen Stück bei der Eröffnungsinszenierung der Spielzeit verkörperte.
Neben seiner Theaterarbeit wirkte Anatol Käbisch in einigen Film- und Fernsehproduktionen mit.

## Theater (Auswahl)
- 2012: Der Fänger im Roggen – Holden (Regie: Benno Budgoust, Theater der Gezeiten, Bochum)
- 2016: Die Unschuldigen, ich und die Unbekannte am Rand der Landstraße, Uraufführung (Regie: Claus Peymann, Burgtheater)
- 2016: Die Räuber – Roller (Regie: Leander Haußmann, Berliner Ensemble)
- 2016: Deutschstunde – Siggi (Regie: Philip Tiedemann, Berliner Ensemble)
- 2016: Faust I und II – Faust (Regie: Robert Wilson/Herbert Grönemeyer, Berliner Ensemble)
- 2016: Die Griechen, Uraufführung von Volker Braun (Regie: Manfred Karge, Berliner Ensemble)
- 2017: Prinz Friedrich von Homburg (Regie: Claus Peymann, Berliner Ensemble)
- 2017: Peer Gynt – Peer (Regie: André Bücker, Theater Augsburg)

## Filmografie
- 2012: Offline (Shortfilm)
- 2013: Tatort – Schimanski – Loverboy
- 2013: 00Schneider – im Wendekreis der Eidechse